# Morte di Cleopatra

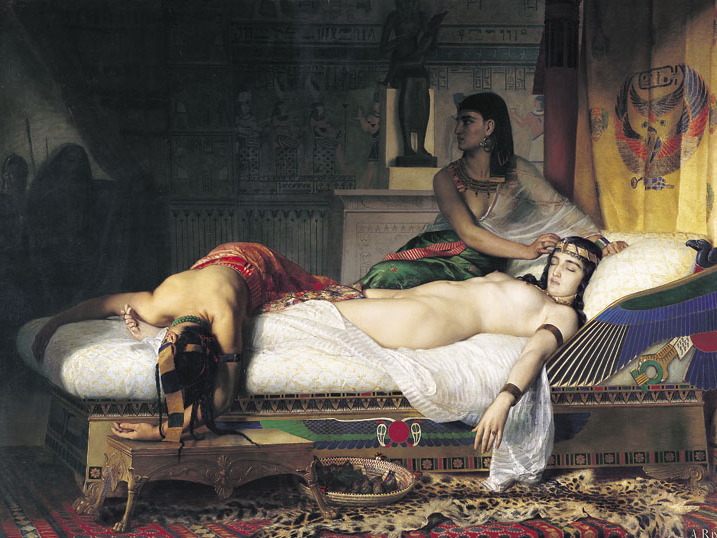
Jean-André Rixens, La morte di Cleopatra, 1874

La morte di Cleopatra Tea Filopatore, ultima sovrana dell'Egitto tolemaico, avvenne il 10 o il 12 agosto del 30 a.C. ad Alessandria d'Egitto, alla fine della guerra civile tra Ottaviano Augusto e Marco Antonio. Secondo la versione più famosa, la regina si sarebbe suicidata facendosi mordere da un aspide (più probabilmente un cobra egiziano) ma secondo alcuni storici greci e romani si sarebbe uccisa bevendo una bevanda velenosa. Alcuni accademici hanno addirittura ipotizzato che la regina si sia uccisa su ordine di Ottaviano, che aveva vinto la guerra. In ogni caso, Cleopatra venne sepolta insieme al suo amante Marco Antonio e la sua morte decretò la fine della dominazione tolemaica d'Egitto, l'inizio dell'occupazione romana del paese e la fine del periodo ellenistico, in quanto l'Egitto dei Tolomei era l'ultimo regno ellenistico rimasto.
La morte di Cleopatra è stata raffigurata in varie opere d'arte nel corso dei secoli, inclusi dipinti, sculture, opere letterarie, opere teatrali e pellicole cinematografiche. In queste raffigurazioni prevale il suicidio dovuto al morso dell'aspide. A partire dall'Ottocento, le raffigurazioni più moderne della morte della sovrana hanno anche un tocco di orientalismo.

## Storia

### Antefatti

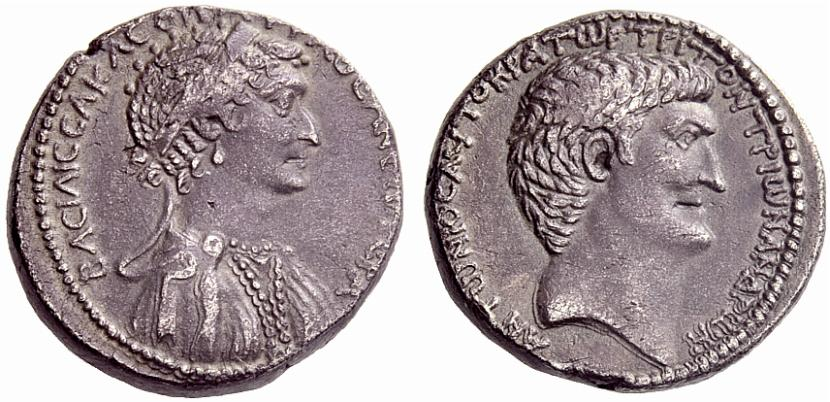
Un tetradramma risalente al 36 a.C. con il profilo di Cleopatra da un lato e quello di Marco Antonio dall'altro.

Dopo il primo triumvirato e l'assassinio di Giulio Cesare, avvenuto nel 44 a.C., i politici romani Ottaviano, Marco Antonio e Marco Emilio Lepido vennero eletti come triumviri per combattere gli assassini di Cesare, formando il secondo triumvirato. Dato che nel 36 a.C. Lepido finì per essere esautorato dalla vita politica e scelse di esiliarsi al Circeo, Ottaviano finì per controllare i territori romani in Europa occidentale, mentre Antonio governava quelli orientali. Cleopatra Tea Filopatore era la sovrana dell'Egitto tolemaico e aveva avuto una relazione con Giulio Cesare, dal quale ebbe Tolomeo XV, detto Cesarione. Dopo la morte di Cesare, Cleopatra iniziò una relazione con Antonio.
Nel 32 a.C., incoraggiato da Cleopatra, Marco Antonio divorziò ufficialmente da Ottavia minore, la sorella di Ottaviano. Tale divorzio fu, insieme alla scoperta delle donazioni di Alessandria, uno dei fattori che spinsero il senato romano, ora sotto il controllo di Ottaviano, a dichiarare guerra alla regina del Nilo.
Nel 31 a.C., dopo la disastrosa sconfitta nella battaglia navale di Azio, presso il golfo di Ambracia, Antonio e Cleopatra si ritirarono in Egitto per riprendersi e prepararsi per un eventuale assalto di Ottaviano, le cui forze erano aumentate di numero grazie alla resa di molti generali e soldati di Antonio in Grecia. Dopo un lungo periodo di diplomazia inutile, l'esercito di Ottaviano invase l'Egitto nella primavera dell'anno seguente. Dopo la conquista di Pelusio, ai confini orientali del regno dei Tolomei, da parte di Ottaviano, il suo generale Cornelio Gallo marciò da Cirene ed espugnò Paretonio, una città situata nell'Egitto occidentale. Anche se Antonio avrebbe potuto sconfiggere le truppe nemiche, che il 1 agosto del 30 a.C. avevano raggiunto l'ippodromo di Alessandria, la sua flotta e la sua cavalleria si unirono dalla parte di Ottaviano.

### Suicidio di Antonio e di Cleopatra

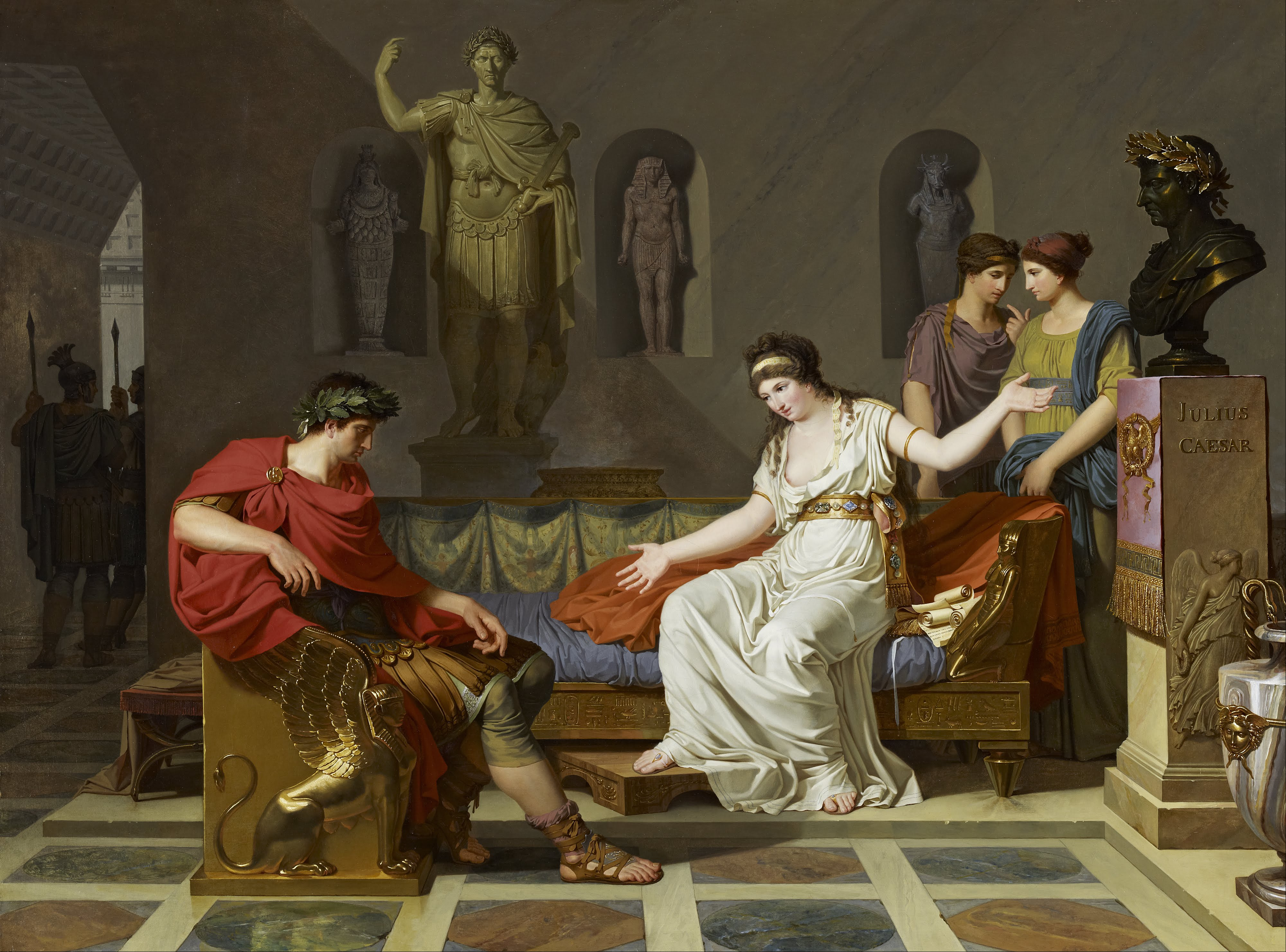
Louis Gauffier, Cleopatra e Ottaviano, 1787

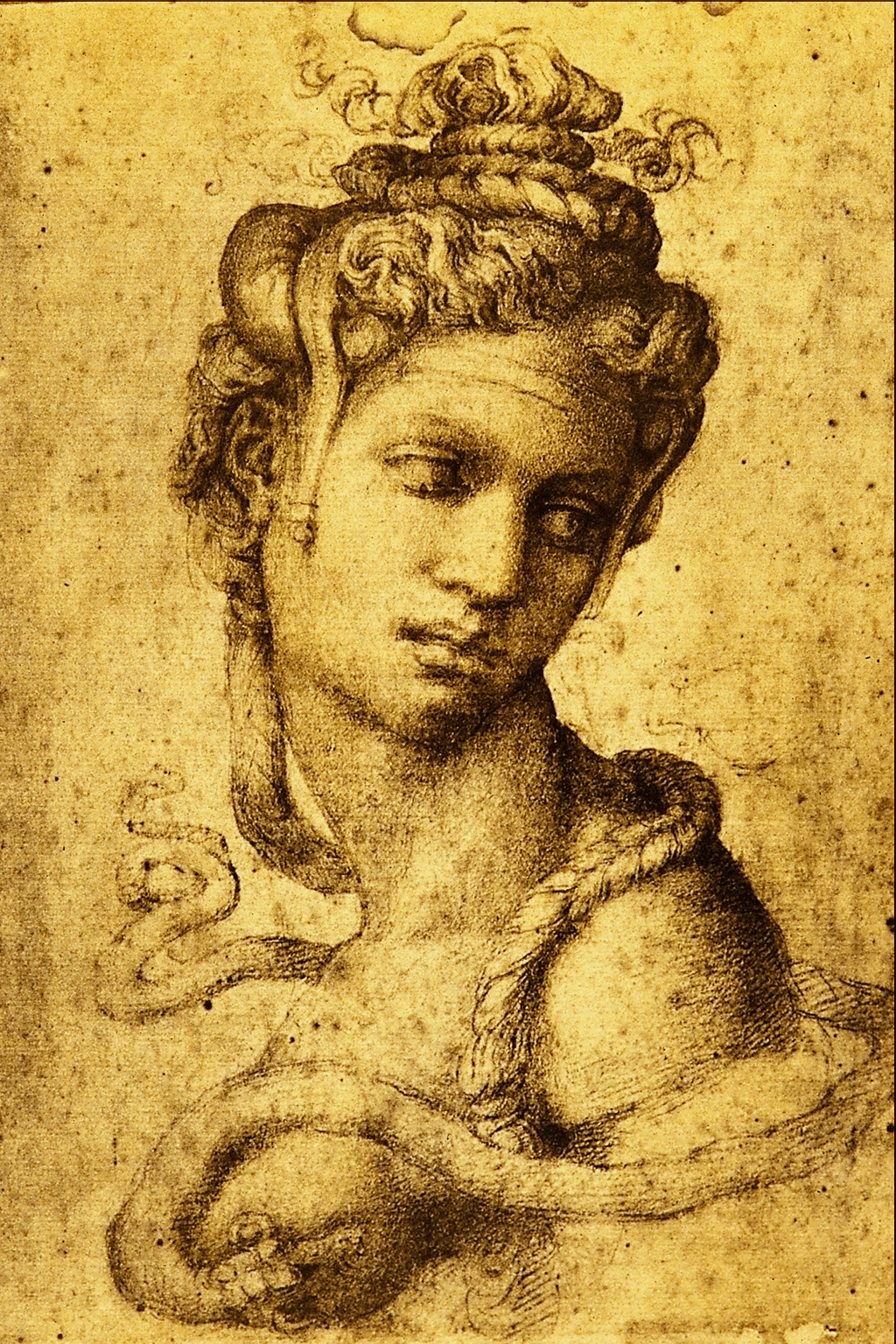
Michelangelo Buonarroti, Cleopatra, 1535 circa

Dato che le truppe di Ottaviano si trovavano ad Alessandria d'Egitto, Cleopatra si ritirò presso la propria tomba (che era già stata costruita in vita, secondo la tradizione egizia) e inviò un messaggio ad Antonio nel quale veniva detto che la regina era morta per suicidio. Disperato, Marco Antonio si pugnalò allo stomaco con una spada. Plutarco racconta che quando Antonio venne portato alla tomba di Cleopatra egli era ancora vivo e le parlò prima di spirare. Cleopatra riuscì a far imbalsamare il suo amante e venne portata al palazzo, dove dovette incontrarsi con Ottaviano, il quale teneva con sé tre dei suoi figli: Alessandro Elio, Cleopatra Selene II e Tolomeo Filadelfo.
Come racconta Tito Livio, durante l'incontro Cleopatra disse al triumviro che ella non sarebbe stata esibita in trionfo come un trofeo (in greco antico: οὐ θριαμβεύσομαι, ou thriambéusomai). Egli, d'altro canto, non lasciò trapelare le sue intenzioni sul destino della regina e del regno egizio. Quando una spia informò Cleopatra che Ottaviano intendeva portarla a Roma come una prigioniera di guerra, ella decise di suicidarsi per non essere soggetta a una tale umiliazione. Secondo Plutarco la regina si preparò al suicidio con un processo quasi rituale, chiedendo che le venissero preparati un bagno caldo e un pasto che includeva dei fichi, portati in un cesto.
Secondo Plutarco, Ottaviano ordinò al suo liberto Epafrodito di tenere d'occhio Cleopatra per evitare che ella si uccidesse, ma fu tutto inutile. In una prima visita la regina tentò di discolparsi, adducendole a Marco Antonio la responsabilità delle proprie azioni. All'ostinata opposizione di Ottaviano, che non credeva a tali parole, la regina cambiò atteggiamento e decise di offrire il suo tesoro personale al futuro imperatore. Fu una schiava della regina a far notare, volontariamente o meno, che mancava una cospicua parte dei gioielli personali di Cleopatra alla lista fornita ai Romani. Dopo aver affermato di voler donare tali gioielli alla moglie di Ottaviano, questi, compiaciuto dell'incontro, si allontanò, rassicurando che avrebbe riservato alla regina un trattamento migliore di quando lei stessa avrebbe potuto aspettarsi. Avendo saputo da un certo Dolabella le vere intenzioni di Ottaviano, ovvero di portarla a Roma come "trofeo di guerra", la regina decise di suicidarsi: fece imbalsamare il marito e si avvelenò, dopo aver compiuto un complesso rituale. Quando Ottaviano ricevette una lettera nella quale la sovrana chiedeva di essere sepolta accanto ad Antonio, egli mandò i suoi uomini da lei, ma questi arrivarono troppo tardi: la regina del Nilo era già morta e ai suoi piedi giaceva l'ancella Ira (o Iras), mentre l'ancella Carmione sistemava il diadema della sua sovrana prima di morire anche lei.
"Κάλλιστα μὲν οὖν" ἔφη "καὶ πρέποντα τῇ τοσούτων ἀπογόνῳ βασιλέων."
Πλέον δ᾽ οὐδὲν εἶπεν, ἀλλ᾽ αὐτοῦ παρὰ τὴν κλίνην ἔπεσε.»
"Bellissima per certo," rispose, "e conveniente a regina discesa dalla schiatta di tanti re."
E senz'altro dire cadde ancor ella non lungi dal letto.»
(Plutarco, Vita di Antonio, 85)
Nonostante Ottaviano fosse oltraggiato da questi eventi, decise di soddisfare la richiesta di Cleopatra e la seppellì insieme a Marco Antonio. La tomba di Antonio e Cleopatra probabilmente era situata all'interno del grandioso mausoleo reale dei Tolomei ad Alessandria. Nonostante numerose ricerche, il sito della tomba reale non è mai stato ritrovato.

### Data della morte
Secondo il bibliotecario britannico Theodore Cressy Skeat, Cleopatra sarebbe morta il 12 agosto del 30 a.C., basandosi sui documenti dell'epoca e sull'esaminazione delle fonti storiche. La sua teoria è condivisa da Stanley Mayer Burstein, James Grout, Aidan Dodson e Dyan Hilton, anche se gli ultimi due sono più cauti in quanto affermano che la morte sarebbe avvenuta il 12 agosto circa. La data del 10 agosto, invece, viene sostenuta da accademici come Duane W. Roller, Joann Fletcher e Jaynie Anderson.

### Causa della morte

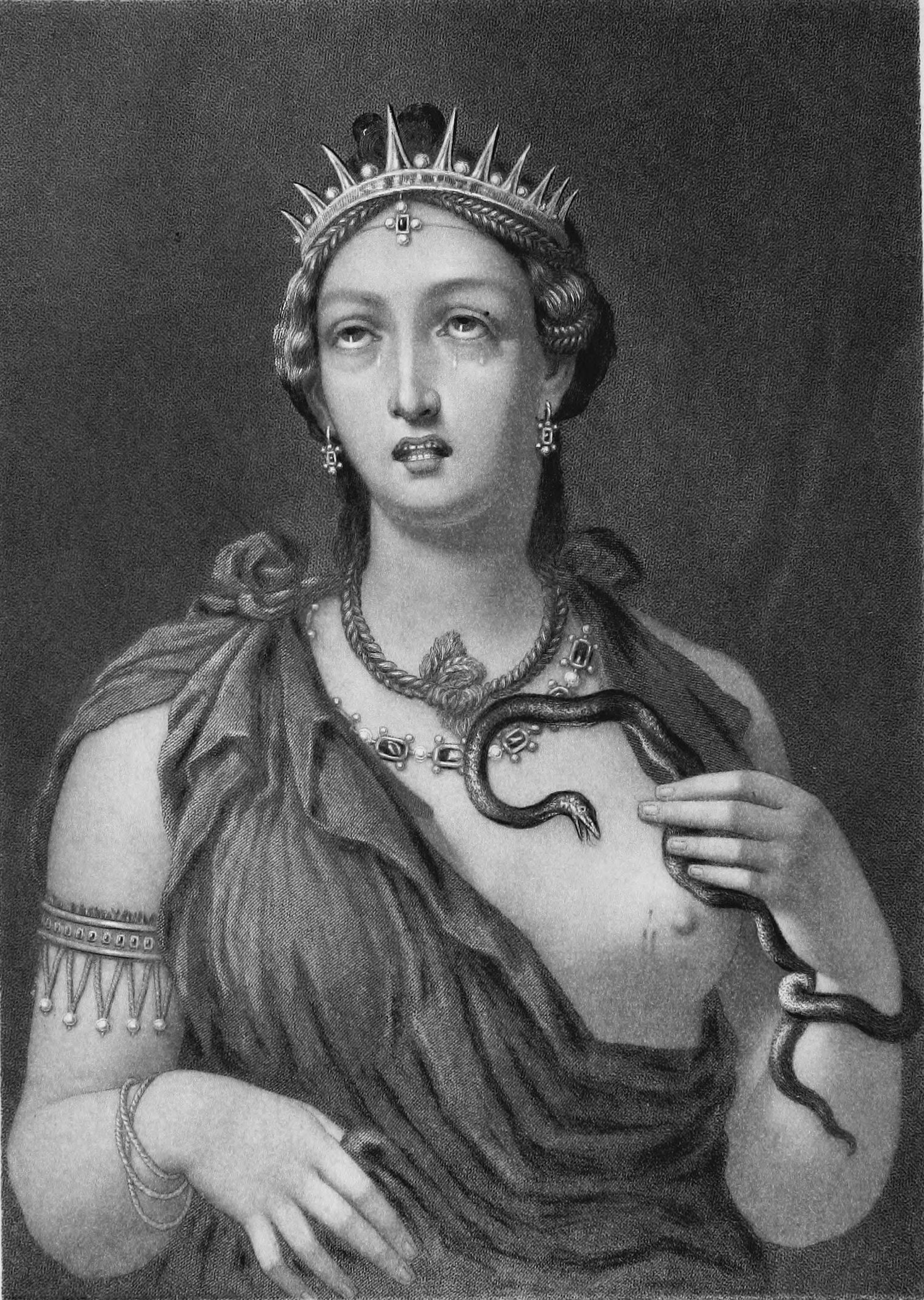
Una siderografia raffigurante un encausto di Cleopatra morente (oggi perduto), che venne scoperto nella Villa Adriana di Tivoli nel 1818.

Secondo lo storico Plutarco, Olimpo, il medico personale di Cleopatra, affermò in un commentario che la causa della morte della regina non era dovuta al morso di un serpente: ciononostante, lo storico greco riportò la morte dovuta al morso dell'aspide, oltre a fornire un'altra versione del suicidio attraverso un oggetto appuntito. Strabone, che riportò per primo il racconto della morte, scrisse che era probabile che Cleopatra si fosse suicidata facendosi mordere da un aspide o bevendo del veleno. Secondo Cassio Dione furono trovati dei piccoli segni sul braccio di Cleopatra, ma nessuno seppe dire con certezza come fosse morta la donna. Oltre alla teoria dell'aspide, Dione ipotizzò anche che la sovrana si fosse uccisa con un ago o una forcina per capelli. Storici come Floro e Velleio Patercolo appoggiarono l'ipotesi del morso dell'aspide, mentre Claudio Galeno ipotizzò che Cleopatra si fosse morsa da sola il braccio e avesse introdotto il veleno nel corpo attraverso un recipiente.
La causa della morte di Cleopatra venne discussa raramente dagli eruditi fino al 1646, quando lo scrittore Thomas Browne spiegò nella sua Pseudodoxia Epidemica del 1646 come le circostanze della morte della donna fossero incerte e come i pittori non considerassero le vere dimensioni di un aspide nel raffigurare quest'ultimo. Nel 1717, l'anatomista Giovanni Battista Morgagni mantenne una breve corrispondenza con il medico papale Giovanni Maria Lancisi sulla causa della morte della regina, come riportò egli stesso nelle opere De Sedibus del 1761 e Opera omnia del 1764. Morgagni affermò che la teoria del morso da serpente fosse più plausibile e si oppose all'opinione del Lancisi, che credeva nella teoria del veleno. Nelle sue memorie letterarie pubblicate nel 1777, il medico francese Jean Goulin si schierò a favore della teoria del morso da serpente.

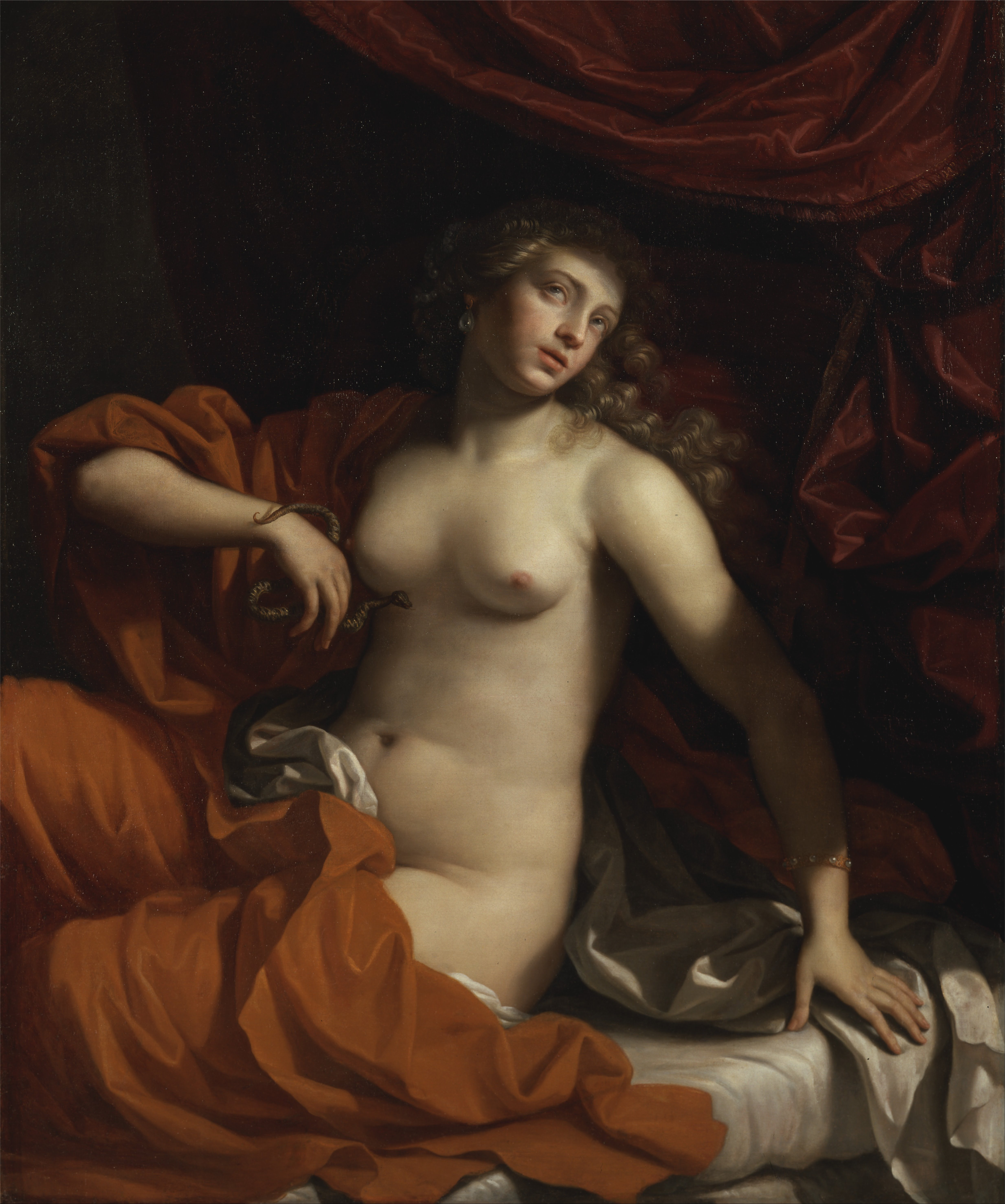
Benedetto Gennari, Cleopatra, 1674-1675

Alcuni studiosi moderni hanno messo in dubbio anche l'ipotesi del morso. Secondo Roller il veleno di un aspide è fatale solo in un'area vitale del corpo. L'egittologo Wilhelm Spiegelberg affermò che la scelta di Cleopatra di suicidarsi con un aspide richiamava il suo status reale, in quanto l'aspide, in realtà il cobra egiziano, rappresentava l'ureo, il serpente sacro del dio del sole Ra. Il professore universitario statunitense Robert A. Gurval fece notare come lo stratego ateniese Demetrio di Falero, relegato in Egitto dal faraone Tolomeo II Filadelfo, si fosse suicidato in una maniera molto simile. François Pieter Retief, preside della facoltà di medicina all'Università dello Stato Libero, in Sudafrica, e Louise Cilliers, ricercatrice onoraria del dipartimento di studi di lettere classiche della stessa università, affermano come sia improbabile che un serpente uccida tre donne adulte (la regina e le sue ancelle) così rapidamente. Quanto alla teoria della forcina per capelli e a quella del veleno, Cilliers e Retief fanno notare come altre figure del mondo antico si siano suicidate in modi simili, come Demostene, Annibale Barca e Mitridate VI del Ponto.
Secondo Gregory Tsoucalas, docente di storia della medicina all'Università della Tracia, e Markos Sgantzos, professore di anatomia all'Università della Tessaglia, è probabile che Ottaviano abbia ordinato l'avvelenamento di Cleopatra. Nel suo libro The Murder of Cleopatra: History's Greatest Cold Case, la scrittrice Pat Brown avanza l'ipotesi che la regina sia stata assassinata e i dettagli dell'accaduto siano stati nascosti dalle autorità romane. Questo stravolgerebbe la maggioranza delle fonti primarie sull'accaduto, che concordano nell'affermare che la sovrana sia morta suicida. La storica Patricia Southern ipotizza che sia stato Ottaviano stesso a lasciare che Cleopatra morisse di sua mano invece di ucciderla.

### Conseguenze
La morte di Cleopatra VII portò alla fine dell'ultima guerra civile della Roma repubblicana, combattuta tra Ottaviano e Marco Antonio. Suicidandosi, Cleopatra sfuggì alla possibilità di essere portata a Roma ed essere esibita come un "trofeo di guerra" di Ottaviano, il quale nel 27 a.C. sarebbe divenuto imperatore col nome di Augusto. Ottaviano fece uccidere Cesarione, ma risparmiò i figli che Cleopatra aveva avuto da Marco Antonio e li portò a Roma: una delle figlie di Antonio, Cleopatra Selene II, avrebbe sposato il re Giuba II di Numidia. Con la fine della dinastia tolemaica l'Egitto divenne una provincia romana (dal 395 bizantina) e così rimase fino alla conquista musulmana dell'Egitto, avvenuta tra il 641 e il 654.

## Raffigurazioni artistiche e letterarie

### Epoca greco-romana

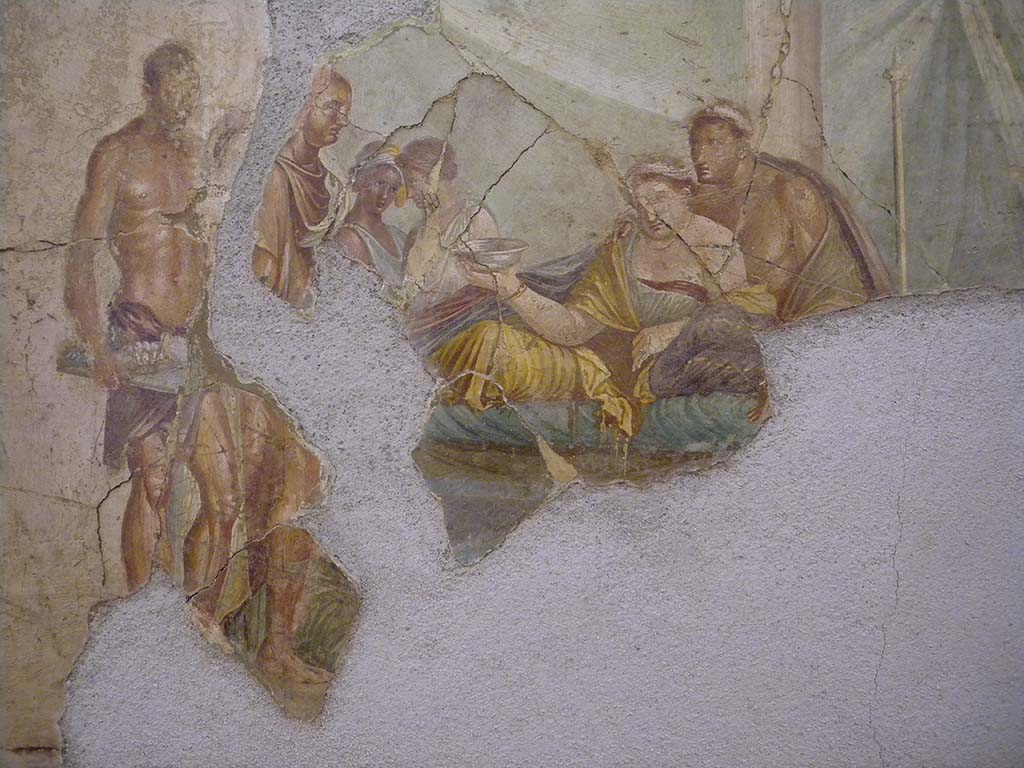
Un dipinto pompeiano che potrebbe raffigurare la morte di Cleopatra: la regina sta per bere il veleno e il figlio Cesarione si trova alle sue spalle.

Nella sua opera Notes isiaques I del 1989, l'archeologo francese Jean-Claude Grenier notò come un'antica statua romana con indosso il nodo di Iside, conservata ai Musei Vaticani, potrebbe raffigurare Cleopatra in veste della dea Iside mentre si suicida, in quanto un serpente striscia lungo il suo seno destro. L'associazione di Cleopatra alla dea Iside continuò in Egitto almeno fino al 373 d.C., quando lo scriba Petesenufe compilò un libro su Iside e spiegò come decorasse le immagini della regina tolemaica.
A Pompei venne scoperto un affresco che potrebbe raffigurare la morte della regina tolemaica: Cleopatra tiene in mano un recipiente dal quale sta per bere il veleno e alle sue spalle si trova il figlio Cesarione, che come la madre indossa il diadema reale. Insieme ai due sono presenti anche dei servitori. In precedenza si riteneva che la scena raffigurasse il suicidio di Sofonisba, la moglie del re numida Siface.
Al contrario delle statue di Marco Antonio, le quali vennero distrutte a causa della damnatio memoriae, quelle di Cleopatra vennero per lo più lasciate intatte, inclusa quella eretta da Cesare nel tempio di Venere Genitrice al foro di Cesare.
Nell'ambito della letteratura latina, il poeta Quinto Orazio Flacco scrisse una celebre ode basata sulla morte dell'ultima regina d'Egitto che inizia con il verso "Nunc est bibendum".

### Medioevo, Rinascimento e periodo Barocco

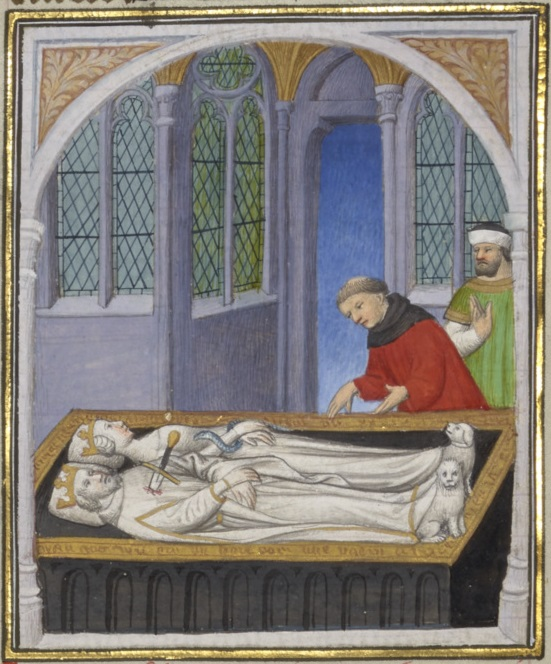
La miniatura del maestro di Boucicaut raffigurante la tomba di Antonio e Cleopatra.

Il suicidio di Cleopatra venne rappresentato spesso in epoca medioevale e rinascimentale. Nel 1409, il miniaturista noto come maestro di Boucicaut realizzò una miniatura, tratta dall'opera De casibus virorum illustrium di Giovanni Boccaccio, raffigurante i cadaveri di Cleopatra Tea Filopatore e di Marco Antonio nella loro tomba: avvolto al braccio di Cleopatra c'è un serpente, mentre il petto di Antonio è trafitto da un pugnale. Anche se questa miniatura non raffigura l'esatto momento della morte della regina, la presenza del serpente lascia intendere che ella si sia fatta mordere dal rettile. Un'altra illustrazione del De casibus virorum illustrium raffigura Cleopatra che si fa mordere entrambi i seni da due serpenti. Il poeta inglese Geoffrey Chaucer, che al contrario del Boccaccio vedeva Cleopatra in una luce migliore e meno misogina, descrisse un pozzo di serpenti al posto dell'aspide nella sua opera La leggenda delle donne eccellenti.

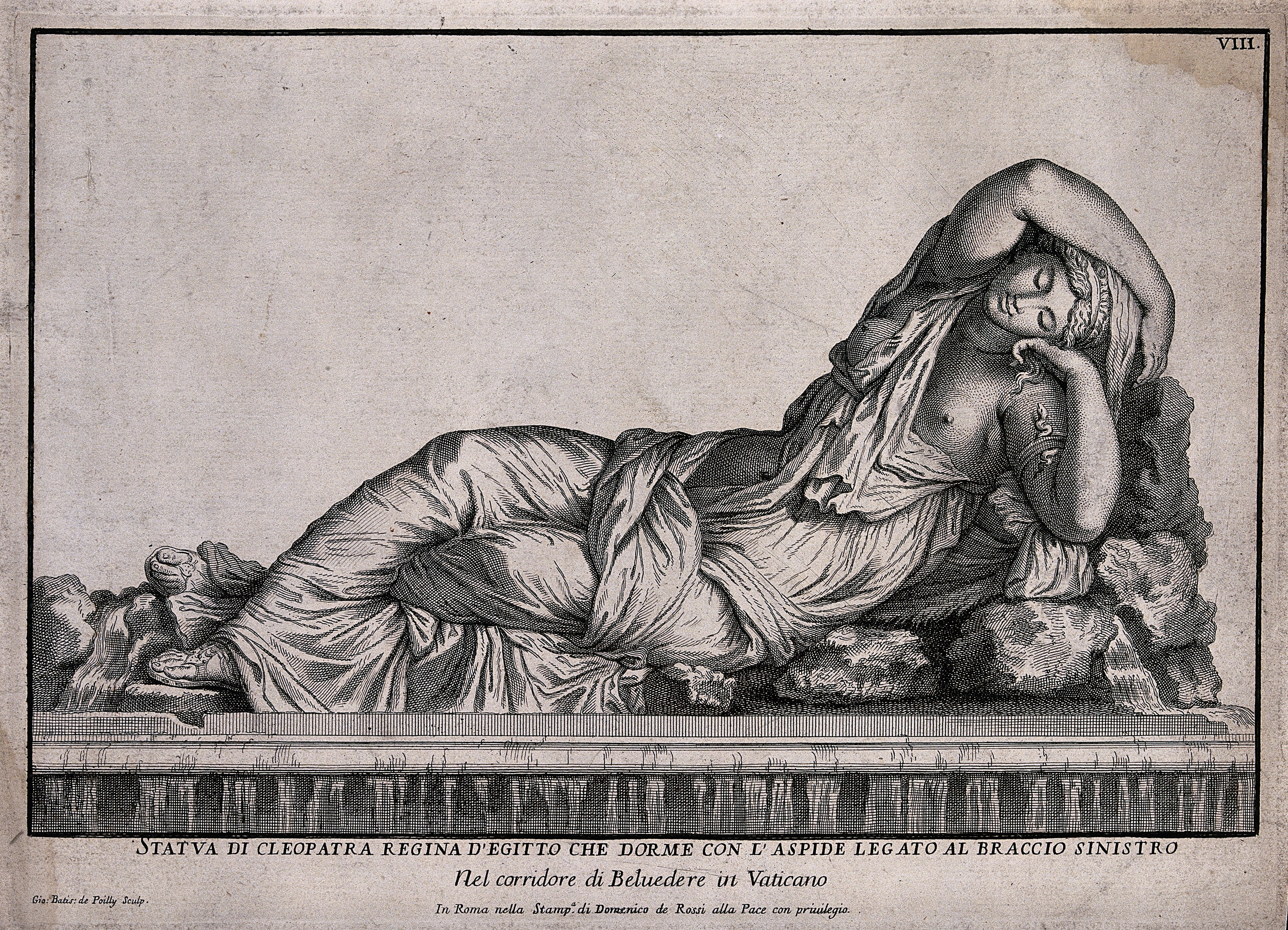
Un'incisione di Jean-Baptiste Poilly raffigurante lArianna dormiente come Cleopatra. L'aspide (che in realtà è un braccialetto) si trova sul braccio sinistro della scultura.

Le raffigurazioni della morte di Cleopatra dovuta al morso dell'aspide furono molto frequenti durante il Rinascimento italiano. L'artista veneziano Giovanni Maria Padovano scolpì due statue raffiguranti il suicidio di Antonio e Cleopatra, oltre a varie sculture di quest'ultima che veniva morsa dall'aspide, basate su delle opere antiche simili alla Venere esquilina: questa statua venne ritrovata nel 1874 e si pensa che possa ritrarre proprio la regina d'Egitto. Un'incisione di Agostino Veneziano da un disegno di Raffaello ritraente la regina morente sdraiata è ispirata all'Arianna dormiente, una scultura greco-romana che all'epoca si riteneva ritraesse Cleopatra VII. Anche alcune opere del Rinascimento francese raffigurano la donna che si addormenta mentre il serpente le morde il seno.

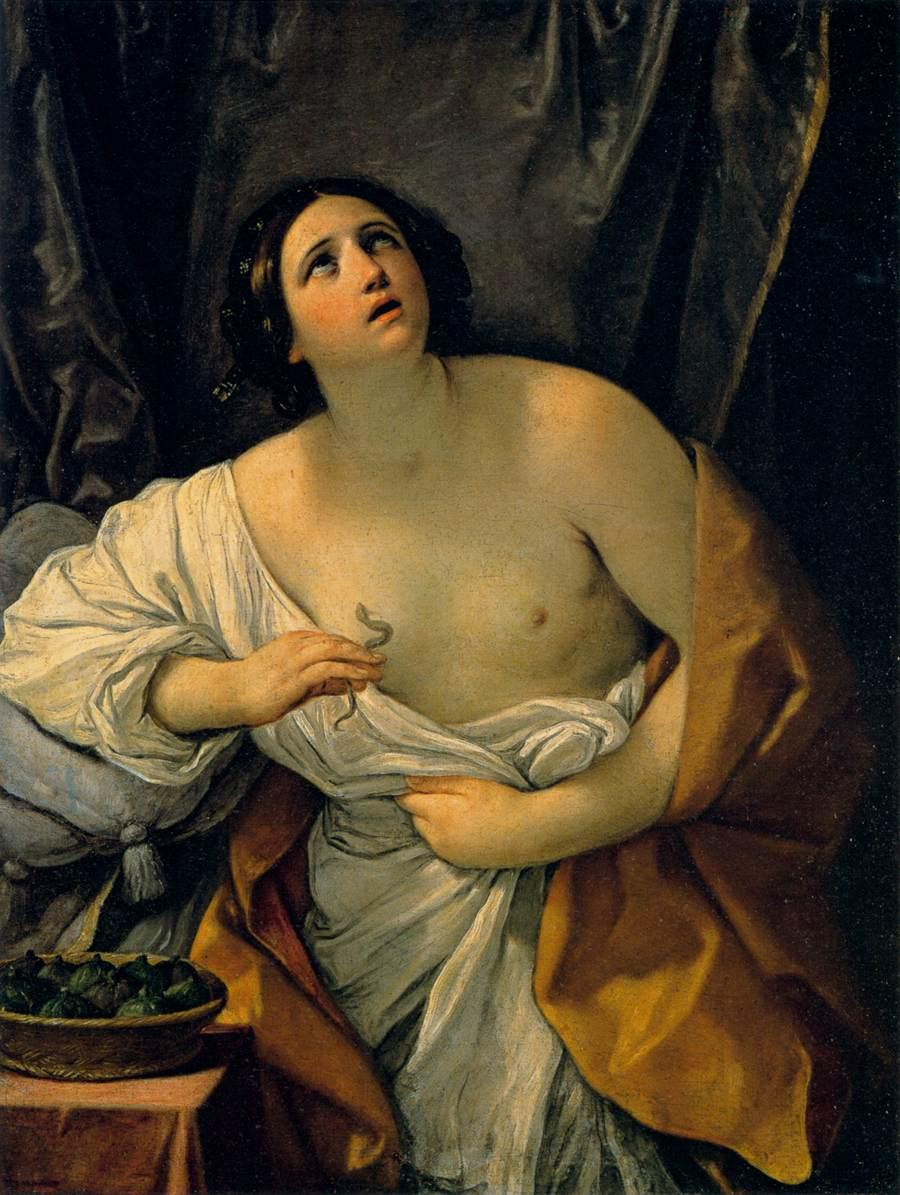
Guido Reni, Cleopatra, 1638-1639

Michelangelo è autore di un disegno a carboncino del 1535 circa che raffigura Cleopatra e l'aspide, quest'ultimo molto più grande del normale; al contrario, l'artista barocco Guido Reni, che realizzò più dipinti su questo tema artistico, dipinse il rettile di dimensioni più piccole rispetto a un vero cobra egiziano. Altri celebri quadri che raffigurano gli ultimi istanti di vita della sovrana sono la Morte di Cleopatra di Rosso Fiorentino e la Morte di Cleopatra di Guido Cagnacci, del quale esistono due versioni.
La scultura dell'Arianna dormiente allora identificata con Cleopatra, acquistata dal pontefice Giulio II nel 1512, ispirò una poesia di Baldassarre Castiglione, scritta in lingua latina, sulla morte della regina del Nilo. Anche Bernardino Baldi e Agostino Favoriti realizzarono delle poesie ispirandosi a quella statua.
La morte di Cleopatra costituì un elemento presente anche nel teatro. Nell'opera teatrale The Devil's Charter di Barnabe Barnes, composta nel 1607, un addestratore di serpenti porta alla sovrana due aspidi affinché questi le mordano entrambi i seni in maniera salace. Nella tragedia Antonio e Cleopatra di William Shakespeare, messa in scena nel 1609, la serpe rappresenta sia il decesso, sia un amante desiderato dalla moritura, che si arrende al morso del rettile. Per costruire questa scena della tragedia, il bardo dell'Avon si ispirò alla traduzione del 1579 di Thomas North del testo plutarcheo. Nell'opera teatrale anche il personaggio dell'ancella Carmione (Carmiana in alcune traduzioni) si suicida facendosi mordere dalla serpe.
with thy sharp teeth this knot intrinsicate
of life at once untie: poor venomous fool,
be angry and despatch.»
(William Shakespeare, Antonio e Cleopatra, Atto quinto. Traduzione di Carlo Rusconi (1858).)

### Era moderna

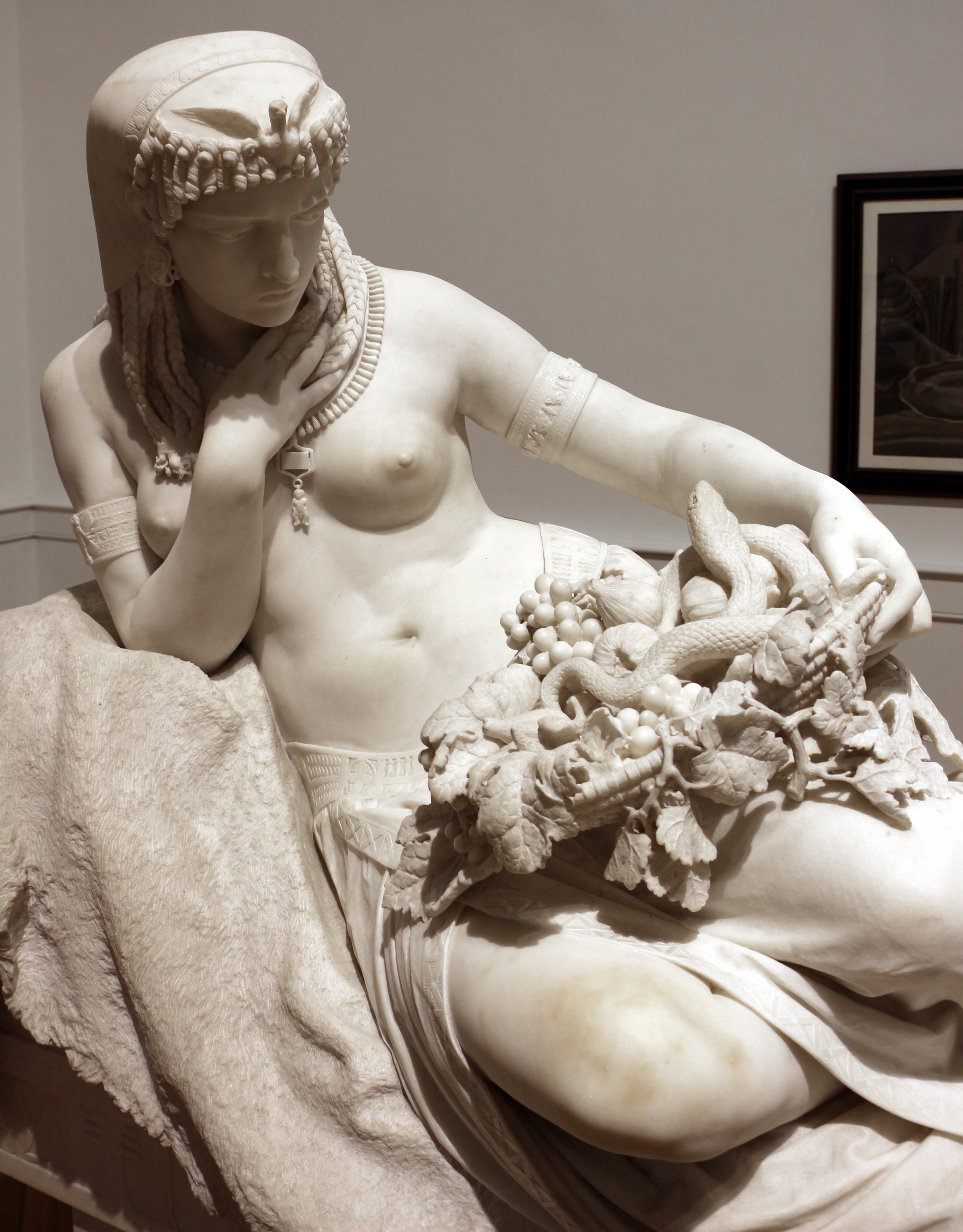
Alfonso Balzico, Cleopatra, 1874 circa

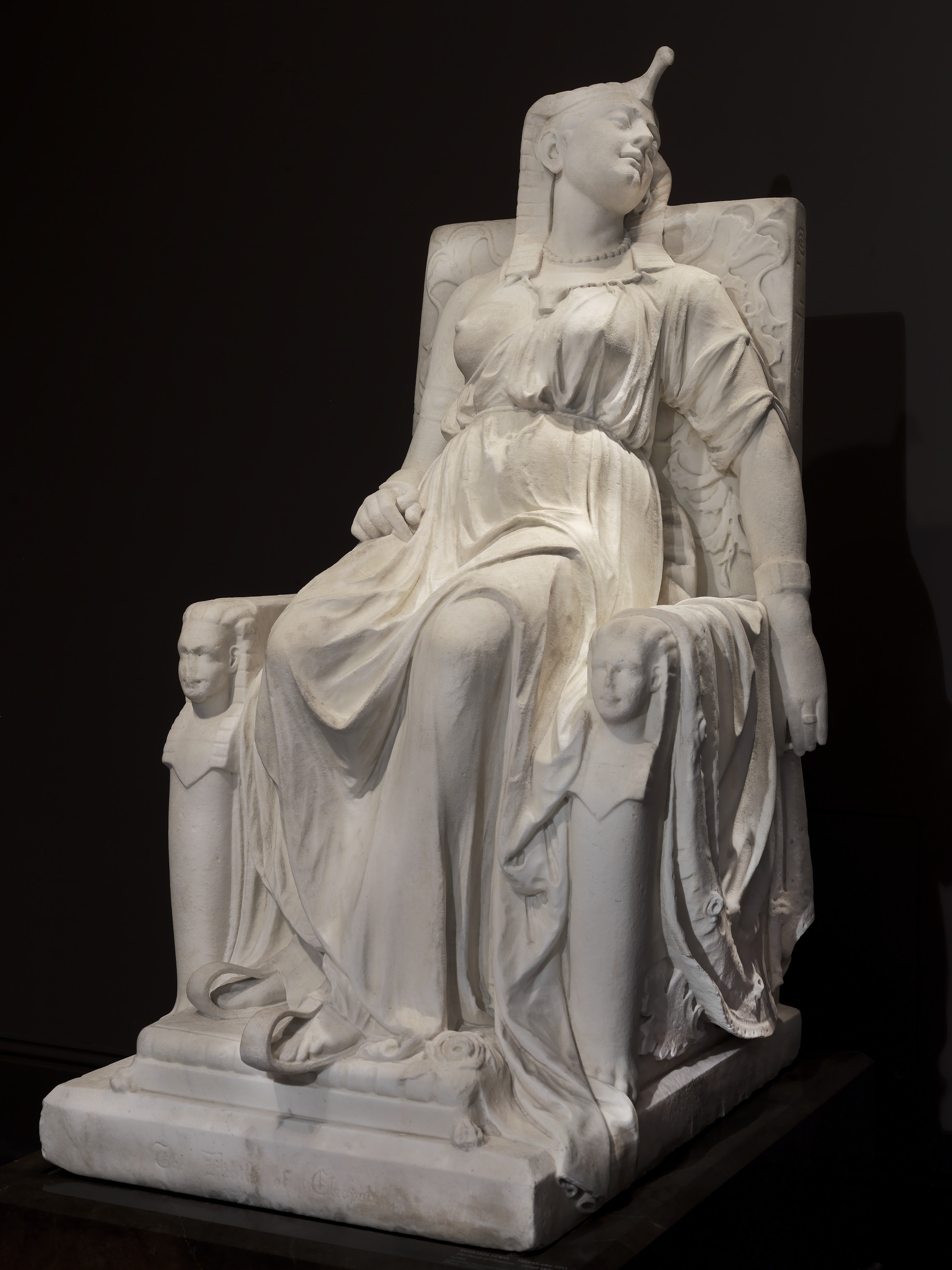
Edmonia Lewis, La morte di Cleopatra, 1876

Tra le sculture moderne raffiguranti questo tema artistico si citano la Cleopatra di Alfonso Balzico (1874 circa) e La morte di Cleopatra dell'artista afroamericana Edmonia Lewis (1876): nonostante la Lewis raffigurasse molto spesso gente di etnia non caucasica, quest'opera raffigura Cleopatra con dei tratti somatici caucasici. La scultura neoclassica di Edmonia Lewis raffigura la sovrana morta, vestita con gli abiti regali e seduta sul suo trono, decorato da due teste di sfinge che simboleggiano i gemelli che ebbe da Marco Antonio: Alessandro Elio e Cleopatra Selene II. Una statua di gesso del 1880 raffigurante Cleopatra che si suicida, oggi a Lilla, venne per lungo tempo attribuita ad Albert Darcq, ma un restauro rivelò la firma dello scultore Charles Gauthier.
Nel dipinto di Jean-André Rixens La morte di Cleopatra, realizzato nel 1874, Cleopatra è ritratta con una pelle molto chiara, mentre le sue servitrici hanno la pelle più scura: questo "contrasto" si ritrova in altre opere raffiguranti la morte della sovrana.
La poesia Cleopatra della poetessa russa Anna Andreevna Achmatova, scritta nel 1940, descrive proprio la fine della vita della sovrana. Una poesia di Ted Hughes del 1960 rappresenta un monologo tra Cleopatra e l'aspide che la sta per uccidere.
In campo operistico, nella sua opera Antonio e Cleopatra, rappresentata per la prima volta nel 1966 e basata sulla tragedia scespiriana, Samuel Barber raffigura la regina che si suicida dopo aver saputo da Dolabella che sarebbe stata portata a Roma come prigioniera di guerra.

### Libri
- (EN) Jaynie Anderson, Tiepolo's Cleopatra, Macmillan Education AU, 2003, ISBN 978-1-876832-44-5.
- Bernardino Baldi, Versi e prose di monsignor Bernardino Baldi da Vrbino abbate di Guastalla. De i versi. La nautica, L'egloghe miste, I sonetti romani, Le rime, varie, La fauola di Leandro di Museo. Delle prose. Vn dialogo della dignità, L'arciero ouero della felicità del principe dialogo, La descrittione del palazzo d'Vrbino. Cento apologi, Appresso Francesco de' Franceschi senese, 1590.
- (EN) Piero Boitani, Chaucer and the Italian Trecento, CUP Archive, 1985, ISBN 978-0-521-31350-6.
- (EN) Stanley M. Burnstein, The Reign of Cleopatra, Westport, Connecticut/Londra, Greenwood Press, 2004.
- (EN) Aidan Dodson e Dyan Hilton, The Complete Royal Families of Ancient Egypt, Londra, Thames & Hudson, 2004.
- (EN) Ernle Dusgate Selby Bradford, Cleopatra, Londra, Penguin Group, 2000.
- (EN) Michael Foss, The Search for Cleopatra, New York, Arcade Publishing, 1999.
- (EN) Peter Marshall Fraser, Ptolemaic Alexandria, Oxford, Oxford University Press, 1985.
- (EN) Prudence J. Jones, Cleopatra. A Sourcebook, University of Oklahoma Press, 2006, ISBN 978-0-8061-3741-4.
- (EN) Robert A. Gurval, Dying Like a Queen. The Story of Cleopatra and the Asp(s) in Antiquity, in Margaret M. Miles (a cura di), Cleopatra. A sphinx revisited, Berkeley, University of California Press, 2011.
- (EN) Jack Lindsay, Cleopatra, New York, Coward-McCann, 1972.
- (EN) Keith Linley, Antony and Cleopatra, in Context: The Politics of Passion, Anthem Press, 2015, ISBN 978-1-78308-377-0.
- (EN) Nicholas Ivor Martin, The Opera Manual, Scarecrow Press, 2013,  p. 17, ISBN 978-0-8108-8869-2.
- (EN) Margaret M. Miles, Cleopatra: A Sphinx Revisited, University of California Press, 2011, ISBN 978-0-520-24367-5.
- (EN) Ron Miller, Cleopatra, Infobase Learning, 2013, ISBN 978-1-4381-4802-1.
- (EN) Don Nardo, Cleopatra, San Diego, Lucent Books, 1994.
- Anna Maria Partini, Cristina di Svezia e il suo Cenacolo Alchemico, Edizioni Mediterranee, 2013, ISBN 978-88-272-2382-6.
- Plutarco, Le vite degli uomini illustri di Plutarco: Illustrazioni e commenti alle Vite degli uomini illustri di Plutarco, Paolo Andrea Molina, 1831.
- Plutarco, Le vite parallele, a cura di Girolamo Pompei, vol. 2, F. Rossi-Romano, 1857.
- Plutarco, Le vite parallele, Successori le Monnier, 1889.
- (EN) Sarah B. Pomeroy, Women in Hellenistic Egypt. From Alexander to Cleopatra, New York, Schocken Books, 1984.
- (EN) Giuseppe Pucci, Every Man's Cleopatra, in Margaret M. Miles (a cura di), Cleopatra. A sphinx revisited, Berkeley, University of California Press, 2011.
- (EN) Duane W. Roller, Cleopatra. A Biography, Oxford University Press, 2010, ISBN 978-0-19-536553-5.
- (EN) John Sartain, Cosimo Ridolfi e Reinhold Schoener, On the antique painting in encaustic of Cleopatra, discovered in 1818, Philadelphia, G. Gebbie & co., 1885.
- Francesco Sbordone, La morte di Cleopatra nei medici greci, Napoli, S.I.E.M., 1930.
- (EN) Pat Southern, Cleopatra, Stroud, Gloucestershire, Tempus, 2000.
- (EN) Pat Southern, Antony and Cleopatra. The Doomed Love Affair That United Ancient Rome and Egypt, Amberley Publishing, 2009, ISBN 978-1-84868-324-2.
- (EN) Ronald Syme, The Roman Revolution, Oxford, Oxford University Press, 1962.
- (EN) Eric R. Varner, Monumenta Graeca et Romana: Mutilation and transformation. Damnatio memoriae and Roman imperial portraiture, Brill, 2004, ISBN 978-90-04-13577-2.
- Pietro Ercole Visconti, Città e famiglie nobili e celebri dello Stato Pontificio dizionario storico del commendatore Pietro Ercole Visconti, Tipografia delle scienze, 1847.
- (EN) Arthur E. P. Brome Weigall, The Life and Times of Cleopatra. Queen of Egypt, Edimburgo, Blackwood, 1914.
- (EN) Philip Wexler, History of Toxicology and Environmental Health. Toxicology in Antiquity, I, Academic Press, 2014, ISBN 978-0-12-800463-0.

### Periodici
- (EN) D. Braund, Anth. Pal. 9. 235: Juba II, Cleopatra Selene and the Course of the Nile, in The Classical Quarterly, vol. 34, n. 1, Cambridge University Press, 1984,  pp. 175-178.
- (EN) Theodore Cressy Skeat, The Last Days of Cleopatra. A Chronological Problem, in The Journal of Roman Studies, 43 (1–2), 1953.